# Синюк, Екатерина Евгеньевна
Екатерина Евгеньевна Синюк (бел. Сiнюк Кацярына Яўгеньеўна, род. 22 июля 1988 года, Брест) — журналистка, основательница (2016) и руководительница белорусской социальной медиаплатформы «Имена» (аналог российского фонда «Нужна помощь»), Человек года — 2016 (по версии газеты «Наша Нива»). В 2016 году на русскоязычном пространстве было всего два медиапродукта, сочетающих журналистику и фандрайзинг — «Такие дела» (Россия) и «Имена» (Беларусь). Вошла в топ-22 самых влиятельных белорусок (2018) по версии Еврорадио.

## Биография
Родилась в Бресте. Окончила Институт журналистики БГУ по специальности «печатные СМИ». В университете после ряда острых статей у Синюк возникли проблемы с руководством вуза и КГБ.

## Журналистика
Опыт в журналистике до создания медиаплатформы «Имена» — 12 лет, карьеру журналистки начала в 9 классе школы со статьи о скинхедах, четыре года проработала журналисткой на портале tut.by (2011—2015 годы), любимым жанром было расследование. Во время работы на портале tut.by Катерина Синюк показала себя крепкой в профессиональном плане и очень честной журналисткой, её статьи вызывали широкий общественный резонанс и угрозы в её адрес (например, материал «В Березинском заповеднике сотрудники издеваются над животными?»).
В расследовании «Дела педофилов» именно Катерина Синюк выяснила информацию о владельце дома, в который приводили мальчиков из детских домов, а также узнала, что преступник —тоже выходец из детского дома. Гостями дома были, в том числе, владельцы дорогих авто и высокопоставленные чиновники). Вскоре после расследования Екатерина Синюк получила анонимное SMS-сообщение с угрозой, отправленное на её личный телефон. В итоге обвиняемого приговорили к пяти годам лишения свободы за преступления против половой неприкосновенности несовершеннолетних, а также ряда преступлений экономической направленности. Также Синюк была свидетелем по этому уголовному делу. Из-за угроз в свой адрес журналистка запросила государственную защиту и находилась под охраной МВД РБ несколько месяцев.

## Медиаплатформа
В 2016 году Катерина Синюк основала и стала руководителем белорусской социальной медиаплатформы «Имена» (аналог российского фонда «Нужна помощь»). В 2016 году на русскоязычном пространстве было всего два медиапродукта, сочетающих журналистику и фандрайзинг — «Такие дела» (Россия) и «Имена» (Беларусь). Платформа не только поднимала социальные проблемы, но и находила выход из них. Было предложено множество идей, среди которых и идея венчурной филантропии. С помощью пожертвований, собранных на данной платформе, белорусы и иностранцы собирали деньги на работу НКО, которые, в свою очередь, заботились о людях с ограниченными возможностями, оплачивали услуги нянечек, помогали инвалидам и забытым старикам.
На платформе «Имена» Синюк также была автором расследования о нехватке энтерального питания и детях, которые не могут набрать вес в одном из интернатов для детей-сирот Минска. Статья вызвала международный резонанс. О проблеме худых детей сделали свои материалы The Guardian и другие мировые СМИ: The Sun, Euronews, Daily Mail и др., распространившие проблему с положением детей-инвалидов в интернатах на другие постсоветские страны.
Белорусское государство, монополизировавшее все социальные инициативы и социальные бюджеты и преследующее независимую журналистику, восприняло деятельность социальной платформы как угрозу. После волнений 2020 года в Белоруссии в интернете активизировался кибербуллинг в отношении людей, которые занимаются благотворительностью, в социальных сетях в российских и белорусских аккаунтах очерняли благотворительную медиаплатформу «Имена» и Екатерину Синюк, как её основательницу.
В 2021 году полиция провела рейды в офисе и домах руководящих лиц «Имён», банковские счета организации были заморожены, что парализовало её деятельность, а Катерине Синюк пришлось подписать соглашение о неразглашении информации. Через пять лет успешной деятельности, в момент, когда на счету «Имён» было 39 социальных проектов, и журналистика, и благотворительность медиаплатформы де-факто были запрещены, проекты лишились краудфандинга. Формальной причиной закрытия (как и в случае 1280 других белорусских НПО) власти назвали несоответствие деятельности уставу организации, при этом пожертвования (около 3 млн долларов) были заморожены. Мингорисполком решением от 22 июля 2021 года, без объяснения причин, ликвидировал медиаплатформу, после чего организаторами были поданы протестные апелляции во все судебные инстанции, за исключением Верховного суда, но районный, городской, областной суды оставили решение Мингорисполкома в силе.
Проекты медиаплатформы до закрытия помогли более 50 тысячам человек.

## Отъезд из Белоруссии
Катерина Синюк уехала из Беларуси сразу после того, как власти объявили своё решение о ликвидации «Имён». Обе её профессии — и журналистика, и благотворительность — были де-факто запрещены.

## Награды
- 2013 — победительница III Международного конкурса журналистских публикаций имени Юрия Атамана и Глобального Партнерства по предотвращению вооруженных конфликтов (GPPAC), единственная белоруска-победительница. Награждена за материал о дискриминации темнокожего белоруса в Несвиже[28]. Номинация — «Лучшая непредвзятая публикация о конфликте, взвешенно отражающая предмет конфликта, позиции участвующих сторон, демонстрирующие преимущества ненасильственных способов разрешения конфликтов».
- 2013 — призёрка (первое место) конкурса Еврорадио в номинации «Журналистское расследование» за статью «В Березинском заповеднике сотрудники издеваются над животными»[29].
- 2016 — «Человек года» по версии газеты «Наша Ніва»[2][3][4] (за снование интернет-портала Imenamag для сбора средств для нуждающихся в поддержке НКО, помогающих инвалидам, детем-сиротам и другим уязвимым категориям[30]).
- 2016 — Лауреатка Национальной премии от Правозащитного сообщества Весна в категории «Кампания/инициатива года», как основательница интернет-журнала «Имена»[31].
- 2016 — вошла в «ТОП-100 людей, которые делают Минск лучше» за журнал Имена[15].
- 2016 — вошла в «Топ-50 женщин, которые нас вдохновляют», как руководитель одного из самых социальных проектов Беларуси[32].
- 2018 — вошла топ-22 самых влиятельных белорусок по версии Еврорадио[6].

## Избранные статьи
- Катерина Синюк. В Березинском заповеднике сотрудники издеваются над животными? (фоторепортаж). https://gazetaby.com (30 мая 2012).
- Катерина Синюк. Саша и «девки». Как правительство не научило Сашу жить. https://imenamag.by (10 апреля 2016).
- Катерина Синюк. Третья годовщина взрыва в минском метро. https://pikabu.ru (11 апреля 2014).
- Катерина Синюк. «В 27 лет Артем весит как трехлетний ребенок». Почему полсотни сирот в минском интернате не могут набрать вес? imenamag.by (17 ноября 2016)